# Fynshav (Schiff)
Die Fynshav ist eine dänische Ro-Ro-Fähre.

## Geschichte
Das Schiff wurde 1998 unter der Baunummer 205 auf der Ørskov Christensens Staalskibsværft in Frederikshavn gebaut. Der Schiffsentwurf stammte von dem dänischen Schiffsarchitekturbüro OSK-ShipTec.
Der Stapellauf der Fähre fand im Juli 1998 statt, die Fertigstellung erfolgte im Dezember 1998. Das Schiff wurde als Kyholm an die dänische Reederei Samsø Linien abgeliefert und zunächst zwischen Sælvig auf der Insel Samsø und Kalundborg auf der Insel Seeland, ab Februar 1999 dann zwischen Kolby Kås und Kalundborg eingesetzt. In der Sommersaison bediente es zeitweise auch die Strecke zwischen Kolby Kås und Hov auf Jütland.
Im Oktober 2008 wurde die Fähre an Nordic Ferry Services verchartert und in der Folge von SamsøTrafikken eingesetzt. Im Juli 2009 wurde sie an Nordic Ferry Services verkauft. Zum 1. Oktober 2010 kam das Schiff zu Danske Færger, das aus dem Zusammenschluss von Nordic Ferry Services, Bornholmstrafikken und Sydfynske entstanden war.
Anfang Januar 2015 wurde das Schiff in Fynshav umbenannt. Seit Mitte März 2015 verkehrt es gemeinsam mit der Frigg Sydfyen auf der von Alslinjen betriebenen Strecke zwischen Bøjden auf der Insel Als und Fynshav auf der Insel Fünen und ersetzte hier die Odin Sydfyen.

## Technische Daten und Ausstattung
Das Schiff wird von zwei Viertakt-Sechszylinder-Dieselmotoren mit jeweils 1470 kW Leistung angetrieben. Die Motoren des Typs MAN B&W 6L28 wurden von Alpha Diesel in Frederikshavn gebaut. Die Motoren wirken auf zwei Verstellpropeller. Das Schiff ist mit zwei Bugstrahlrudern ausgestattet.
Für die Stromversorgung stehen zwei von den Hauptmotoren mit jeweils 432 kW Leistung angetriebene Generatoren (540 kVA Scheinleistung) sowie zwei von Dieselmotoren mit jeweils 228 kW Leistung angetriebene Generatoren (285 kVA Scheinleistung) zur Verfügung. Weiterhin wurde ein von einem Dieselmotor mit 111 kW Leistung angetriebener Notgenerator (139 kVA Scheinleistung) angetrieben.
Die Fähre verfügt über ein durchlaufendes Fahrzeugdeck, das über Rampen zugänglich ist. Zur Erhöhung der Pkw-Kapazität steht ein zusätzliches höhenverstellbares Deck zur Verfügung. Das Fahrzeugdeck ist vollständig geschlossen. Am Bug befindet sich ein nach oben aufklappbares Bugvisier. Am Heck befindet sich eine nach oben aufklappbare Heckklappe. Die nutzbare Höhe auf dem Fahrzeugdeck beträgt 4,45 Meter. Die Zufahrtsbreite beträgt vorne 6,83 Meter und hinten 4,41 Meter.
Oberhalb des Fahrzeugdecks befinden sich drei Decks. Hier sind unter anderem die Einrichtungen für die Passagiere untergebracht, darunter ein Selbstbedienungsrestaurant und ein Aufenthaltsraum mit einer Bar. Weiterhin gibt es an Bord einen Aufenthaltsraum für Passagiere, die mit Hund reisen. Auf dem oberen Deck befindet sich ein Sonnendeck. Die Brücke befindet sich im vorderen Bereich des Schiffes. Sie ist vollständig geschlossen. Zur Verbesserung der Übersicht geht sie etwas über die Schiffsbreite hinaus.
Die Fähre kann im Sommerhalbjahr 400 Passagiere befördern. Im Winterhalbjahr beträgt die Passagierkapazität 300 Personen. Die Fahrzeugkapazität der Fähre beträgt 90 Pkw. Auf dem Hauptdeck finden 50 Pkw, auf dem höhenverstellbaren Deck 40 Pkw Platz.